# Patrick Volkerding
Patrick Volkerding je osnivač Slackwarea, jedne od prvih Linux distribucija. Korisnici Slackwarea (tzv. Slackers na engleskom) često ga nazivaju The Man, kao simbol poštovanja. 
Prije je Chris Lumens uz pomoć drugih pomagao Patricku održavati stranicu i distribuciju Slackwarea, ali zadnjih nekoliko godina sve to radi Patrick - potpuno sam. Još uvijek mu ide za rukom da izda nove verzije ove popularne distribucije. 
Volkerding je diplomirao računalne nauke (BsC) na Minnesota State University Moorhead 1993. godine. 

## Bolest
Tokom 2004., Volkerding je vodio bitku protiv kronične i opasne bakteriološke infekcije, možda Actinomyces naeslundii. Na žalost, doktori mu nikada nisu uspjeli dijagnosticirati bolest. 18. prosinca je napisao na svom logu ChangeLog da se polako oporavlja i da da se vraća poslu nakon tretmana u Mayo klinici. 22. siječnja je napisao da se još uvijek nije potpuno oporavio i da još uvijek traga za konačnom dijagnozom i odgovarajućem tretmanu.